# Tlapa

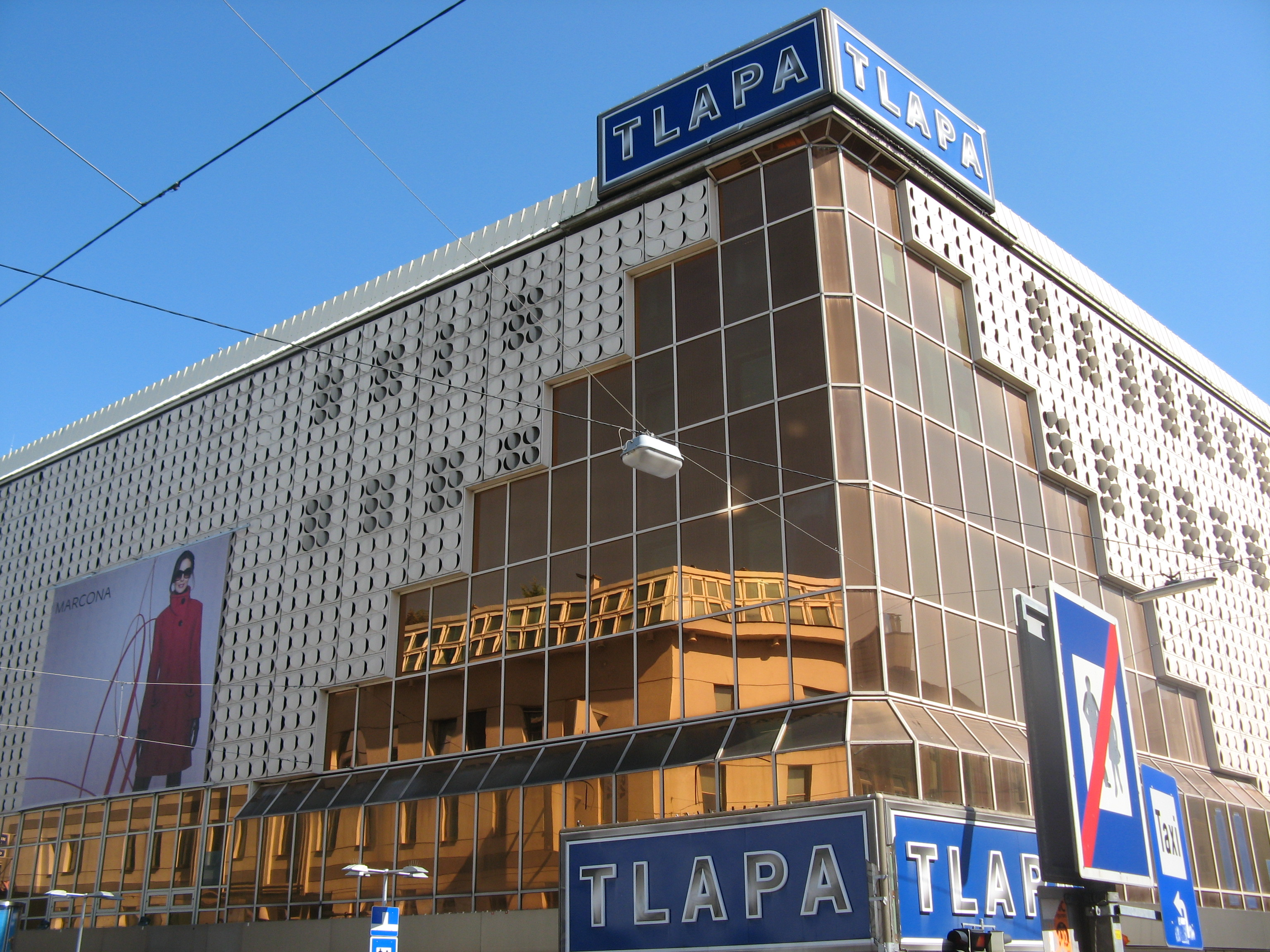
Modehaus Tlapa in der Favoritenstraße

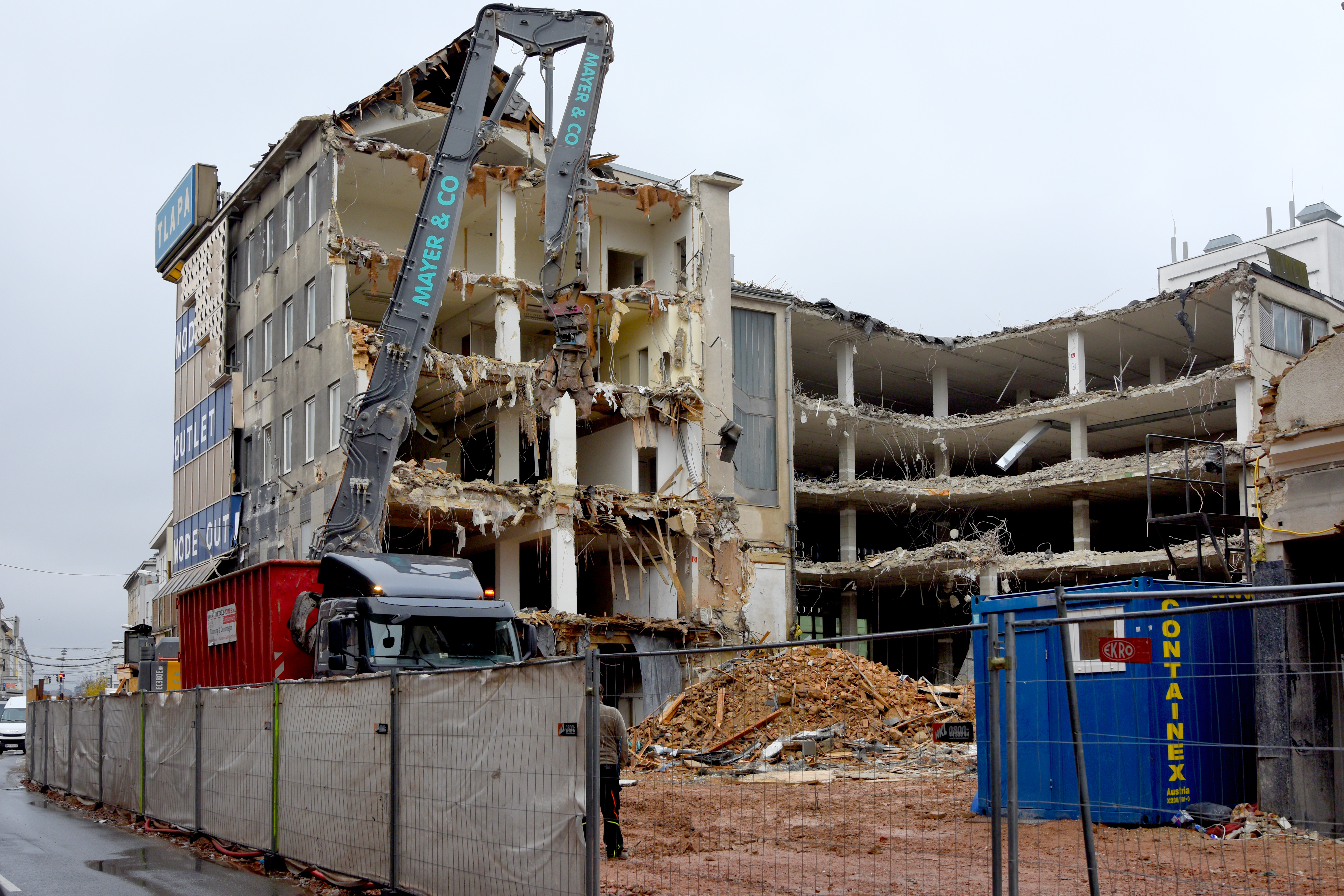
Abbrucharbeiten im November 2019

Tlapa war ein renommiertes Modehaus in Wien. Es schloss mit Ende Jänner 2016.
Wenzel Tlapa, ein aus Böhmen stammender Civil- und Militär-Schneider, eröffnete 1873 in der Himberger Straße 27, so wurde damals die Favoritenstraße im späteren 10. Bezirk genannt, eine kleine Maßschneiderei, die sieben Jahrzehnte ein kleiner Meisterbetrieb blieb. 1921 wurde das Unternehmen vom Sohn des Firmengründers, Karl Tlapa, übernommen.
1942 trat Karl Vitaly (1912–2003) in das Unternehmen ein und legte 1945 die Meisterprüfung ab. 1946 bestellte ihn Firmeninhaberin Hilde Zafouk zum Geschäftsführer, 1947 überließ sie ihm die Firma auf Leibrente. Das während des Zweiten Weltkriegs schwer beschädigte Geschäft wurde unter seiner Führung zu einem Unternehmen mit 250 Mitarbeitern ausgebaut, gegen Ende der 1960er Jahre wurde das Gebäude Favoritenstraße 73–75, Ecke Landgutgasse, bezogen.
Zu den Werbeträgern gehörte unter anderem Hans Krankl, außerdem wurden Moderatoren von Fernsehsendungen und die Spieler des SK Rapid Wien privat von Tlapa eingekleidet sowie Unternehmen wie Blaguss, EVN, OMV und Swarovski mit Dienstkleidung ausgestattet.
Karl Vitaly wurde 1992 zum Bürger ehrenhalber der Stadt Wien ernannt. Er starb am 19. April 2003. 2011 wurde die Vitalygasse nach ihm benannt.
Geschäftsführer Norbert Disper führte das Unternehmen 2010 nach drei Jahren mit Verlusten zurück in schwarze Zahlen. Im Dezember 2014 übernahm Enkel Carlo Vitaly das Unternehmen von der Karl Vitaly Privatstiftung.
Auf Grund von hohen Verlusten und Schulden wurde im Sommer 2015 angekündigt, dass das Unternehmen im Jänner 2016 geschlossen wird, nachdem im April 2015 bereits über die Hälfte der Belegschaft entlassen worden war. Die Schließung fand Ende Jänner 2016 statt.
Von Ende 2021 bis 2024 wurde auf dem Gelände des ehemaligen Standorts ein Gebäude mit Büro- und Retailflächen, Wohnungen sowie einer Tiefgarage errichtet.